# Inomhusvärldsmästerskapen i friidrott
Inomhusvärldsmästerskapen i friidrott (engelska: World Athletics Indoor Championships, tidigare IAAF World Indoor Championships), är en mästerskapstävling i friidrott som anordnas under norra halvklotets vintersäsong. Tävlingarna i Paris år 1985 var Världsinomhusspelen (engelska: World Indoor Games) som 1987 fick världsmästerskapsstatus i efterhand.